# Den Hartog Peak
Den Hartog Peak är en bergstopp i Antarktis. Den ligger i Östantarktis. Nya Zeeland gör anspråk på området. Toppen på Den Hartog Peak är 990 meter över havet.
Terrängen runt Den Hartog Peak är huvudsakligen bergig. Trakten är obefolkad. Det finns inga samhällen i närheten.